# Kekenboschiella marijkeae
Kekenboschiella marijkeae är en spindelart som beskrevs av Léon Baert 1982. Kekenboschiella marijkeae ingår i släktet Kekenboschiella och familjen Mysmenidae. Inga underarter finns listade i Catalogue of Life.